# 琉球舊正月
琉球舊正月是琉球群島（日本鹿兒島縣奄美群島和沖繩縣）傳統上的新年，日本在明治維新後全面使用陽曆，但琉球群島仍然在陰曆正月初一慶祝新年。

## 歷史
琉球王國於1674年首次創建了以時憲曆為基礎的曆法。由於需要依賴以月亮盈虧來預測潮汐，所以陰曆在以漁業為主的琉球群島具有十分重要的作用，當明治政府推行陽曆時，對日本統治不滿的琉球人繼續使用陰曆。當地人吃蕎麥麵慶祝新年，新年伊始，每個家庭都會互送新年賀卡，並給孩子們一份新年禮物。

## 習俗
南城市的久高島素有“神之島”之稱，在傳說中是琉球的創造者阿摩美久從天而降，開始建國的地方。琉球新年這一天，島上的許多人都會忙著回家。作為舞台的外間殿與久高殿一起是島上的兩大祭祀場所。在久高殿，輪流由一對男性島民主祀，而扮演神的女性則為他們的酒杯倒滿清酒。當完成儀式的兩人走出大廳時會表演手舞以此地迎接新年的喜悅。
濱比嘉島上傳說中阿摩美久居住的御嶽在琉球新年期間開放，舉行拜年、表演和獻舞儀式。新年伊始，村里的女巫用米飯和糖果祈求一年的繁榮。隨後以三弦、鼓、笛等演奏琉球古典音樂，當調子改變，明亮的三線音迴盪時，所有的參與者開始獻舞。
竹富町的南北兩個村子會在琉球新年這一天舉行拔河和摔跤儀式，分成南北兩支隊伍，唱完民歌後，於下午二時左右開始，當地人認為“北勝畜興，南勝豐收”。海員之鄉絲滿市的漁港是慶祝琉球新年最隆重的地方，停泊的漁船上都掛著一面大大的漁旗，希望大家一年都能收穫滿滿。在那霸市的市場上則舉辦新年摔跤的活動。
在奄美大島，琉球新年是祈求五穀豐登和家庭幸福的節日，人們會在琉球新年擺放松樹、竹子和交讓木枝葉製成的門松，食用用麻糬湯、生魚片、肉湯佐以燒酒的傳統食品三獻。